# Anna Byczkowa
Ana Nikołajewna Byczkowa (ros. А́нна Никола́евна Бычко́ва, ur. 6 czerwca?/18 czerwca 1886 w guberni permskiej, zm. 5 lipca 1985 w Swierdłowsku) – rosyjska komunistka i rewolucjonistka, działaczka partyjna, państwowa i gospodarcza ZSRR, Bohater Pracy Socjalistycznej (1976).

## Życiorys
Córka nauczyciela, po śmierci ojca wraz z matką i siostrą przeniosła się do Jekaterynburga, gdzie uczyła się w żeńskim gimnazjum i podczas nauki w 1904 wstąpiła do nielegalnego uczniowskiego koła SDPRR. Po ukończeniu 1905 szkoły podjęła pracę w fabryce, w 1906 aresztowana za działalność w SDPRR i zesłana do guberni jenisejskiej, skąd 1910 zbiegła i udała się do Petersburga, następnie na emigrację do Francji, później do USA. Członkini rosyjskiej grupy Amerykańskiej Partii Socjalistycznej, na wieść o rewolucji lutowej wróciła w kwietniu 1917 do Rosji, od maja 1917 do czerwca 1918 była sekretarzem Związku Robotników-Metalowców. Podczas wojny domowej pracowała w Moskwie w sekretariacie KC SDPRR(b), po pokonaniu armii Kołczaka wróciła do Jekaterynburga, gdzie kierowała wydziałem agitacji i propagandy komitetu powiatowo-miejskiego RKP(b) i oddziałem edukacji ludowej, a od 1924 do lutego 1929 była członkiem Prezydium Komisji Kontroli i Inspekcji Robotniczo-Chłopskiej i kierownikiem grupy ds. zagadnień socjalno-kulturowych. W latach 1929–1930 przewodnicząca Swierdłowskiej Miejskiej Rady Deputatów Pracowniczych, w 1931 była dyrektorem Instytutu Industrialno-Pedagogicznego, od listopada 1931 sekretarz KC Związku Zawodowego Pracowników Oświaty, wkrótce wybrana przewodniczącą KC Związku Zawodowego Pracowników Przedszkolnych. Od 1941 bibliotekarka w Swierdłowsku, w 1949 zaocznie ukończyła Moskiewski Instytut Biblioteczny, od 1959 na emeryturze. W czerwcu 1966 otrzymała honorowe obywatelstwo Swierdłowska. Delegat na XII, XVI, XXII i XXIII Zjazdy WKP(b)/KPZR.
Odznaczona Medalem Sierp i Młot Bohatera Pracy Socjalistycznej (18 czerwca 1976), trzema Orderami Lenina (1956, 1966 i 1976) i medalami. Jej imieniem nazwano ulicę w Jekaterynburgu.